# Ginseng

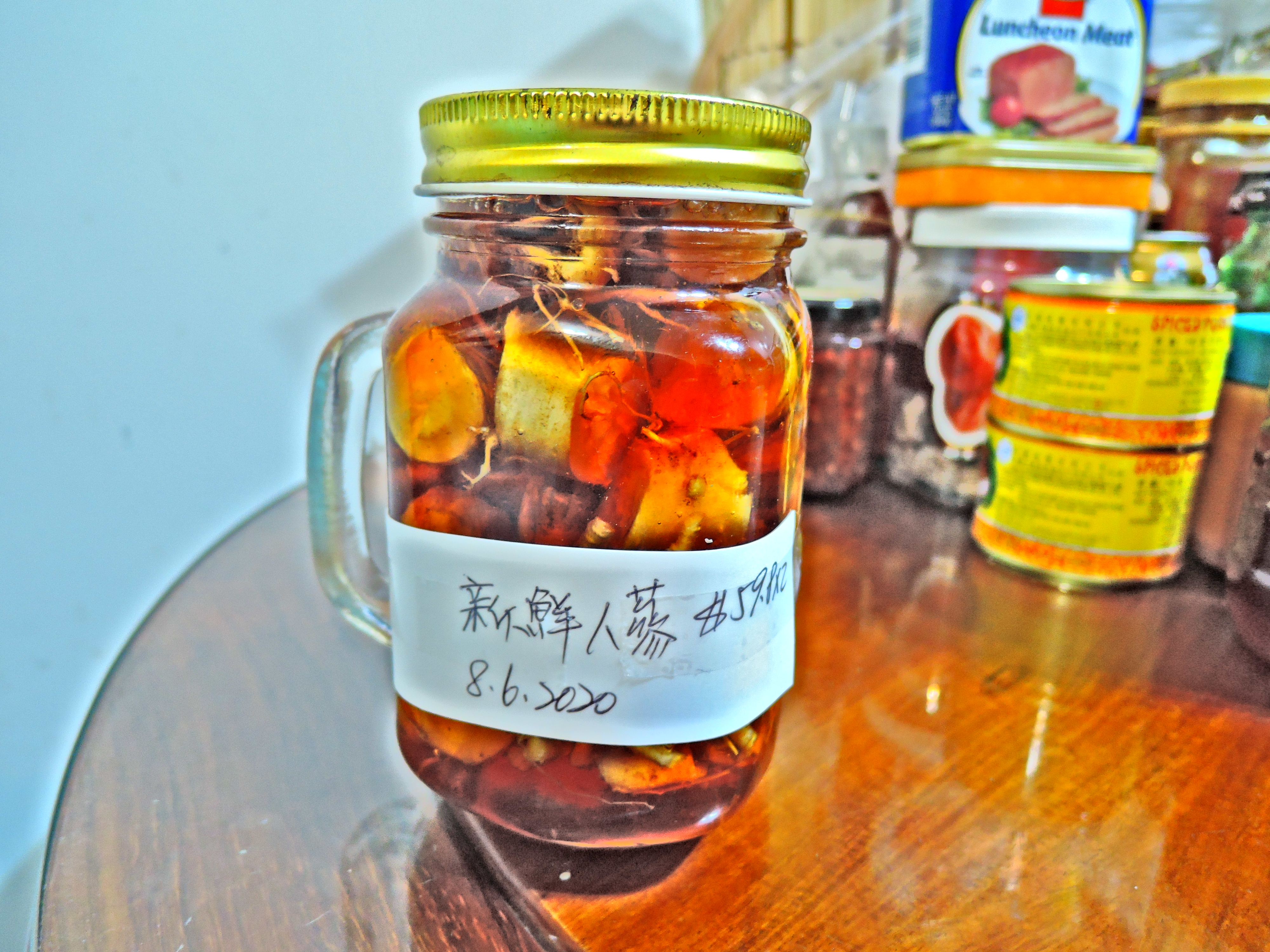
Ginseng cu miere

Ginseng (Panax ginseng) sau ginseng asiatic și ginseng coreean, este o plantă perenă ce aparține familiei araliaceelor. Se găsește în flora spontană, dar și sub formă cultivată. 
Ginseng era cunoscut în India antică, fiind menționat în Atharva-Veda pentru capacitatea de a da „forța unui taur” atât bărbaților tineri, cât și celor bătrâni. În China este utilizat de peste 5000 de ani pentru calitățile sale energizante și revigorante.
Specific Peninsulei Coreene și munții Chang Pai Shan din nord-estul provinciei Jilin din China, ginsengul are o arie de vegetație ceva mai întinsă ce cuprinde nordul Chinei și unele zone din Siberia. Deoarece este foarte căutat, ginsengul este cultivat intens nu numai în China și Coreea, ci și în Japonia, Rusia, Vietnam, S.U.A., Canada. 
Frunzele ginsengului sunt lung-pețiolate. Ginsengul ajunge la înflorire după câțiva ani (cel puțin patru), iar rădăcina este recoltată tot după patru ani. Rădăcina de ginseng poate ajunge la un metru lungime și 5 ... 10 cm. grosime. Rădăcina are un contur asemănător cu cel al ființei omenești, iar cuvântul „ginseng” înseamnă, de asemenea, „esență umană”. 
Multă vreme ginseng a fost considerat un remediu eficient în tratarea tuturor bolilor, opinie care încă mai stăruie și în zilele noastre. Proprietățile medicinale ale ginsengului sunt excepționale, potențialul său terapeutic fiind greu de egalat de oricare altă plantă medicinală. 
Ginseng contribuie la sporirea randamentului fizic și mental, întărește memoria, fortifică sistemul nervos central și periferic, celulele nervoase, dezvoltă imunitatea organismului, stimulând activitatea factorilor de imunitate, facilitează circulația sângelui și însănătoșește sângele, acționează pentru întărirea și însănătoșirea aparatului cardiovascular. Ginseng este planta cu cel mai puternic efect de reîntinerire.
Ginseng conține multiple substanțe active importante cum ar fi: ginsenozide (circa 30 de derivați), glucozați, esență, tiamină, riboflavină, vitamine, saponine, suplimente alimentare cunoscute și ca panaxozide sau eleuthrozide, precum și un compus asemănător hormonilor sexuali. 

## Întrebuințări
În medicina tradițională se folosește îndeosebi rădăcina de ginseng cultivat, ginsengul sălbatic fiind în prezent o plantă ocrotită de lege. 
Rădăcina de ginseng conține o serie de substanțe ca panaxim, schingenin și panaquilon care ajută inima și sistemul nervos, precum și susținerea fluxului hormonal. Renumită pentru proprietățile sale de afrodiziac (acționează asupra glandelor corticosuprarenale), rădăcina de ginseng a fost folosită mii de ani de către chinezi și coreeni, care reușeau să procreeze și la vârste de 60 - 70 de ani. Ginseng este la fel de eficient pentru ambele sexe, iar efectul afrodiziac poate fi resimțit la scurt timp după folosire.
Cercertările recente efectuate afirmă că ginsengul este un bun agent împotriva cancerului, precum și antioxidant, de combatere a fenomenelor de îmbătrânire. De asemenea, ginsengul poate fi un remediu util în cazurile de diabet, reducând glicemia. Potrivit unei străvechi tradiții, ginsengul este considerat și un eficient antireumatic. 

## Contraindicații
Ginseng nu are contraindicații importante sau efecte negative. Cu toate acestea, nu se recomandă în cazuri de hipertensiune arterială. Dozele prea mari, supradozele cu ginseng, pot provoca hipoglicemie, nervozitate, iritabilitate.

## Alte tipuri de ginseng
Familia ginseng cuprinde mai multe specii înrudite:
- Ginseng american (Panax quinquefolium)
- Ginseng himalayan (Panax pseudoginseng)
- Ginseng japonez (Panax japonicum)
- Ginseng pitic (Panax trifolium)
- Ginseng siberian (Eleutherococcus senticosus)[2]
- Ginseng feminin (Angelica Sinensis, Dong quai)

## Ginseng siberian
Sub denumirea de ginseng este cunoscută și planta Eleutherococcus senticosus. Această plantă crește în flora spontană din Siberia, sub numele de ginseng siberian sau shigako. Extractele obținute din această plantă contribuie la sporirea imunității organismului, având și calități anticancerigene. De asemenea ginsengul siberian reduce efectele iradierilor și ale citostaticelor și încetinește evoluția SIDA.
Specie înrudită cu ginsengul siberian este ginsengul spinos (Acanthopanas spinosum).